# Puszkino
Puszkino (ros. Пушкино) – miasto rejonowe w Rosji (obwód moskiewski) nad Uczą i Sieriebrianką.
Liczba mieszkańców: 107,5 tys. (2020).
Prawa miejskie posiada od 1925 roku. W mieście dominuje przemysł chemiczny i włókienniczy. W Puszkino znajdował się także ośrodek szkoleniowy KGB.

## Zabytki i atrakcje turystyczne

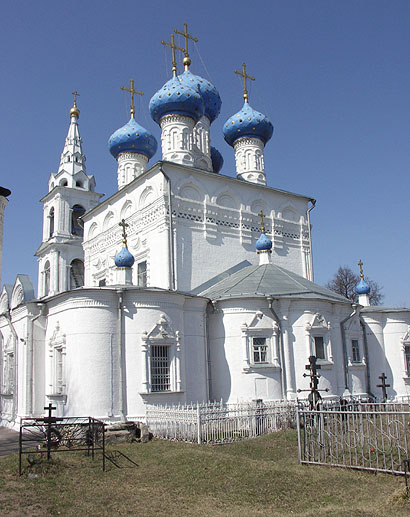
Cerkiew św. Mikołaja (Nikolska)

- cerkiew Nikolska (XVII wiek)

## Miasta partnerskie
- Bert, Francja
- Kutná Hora, Czechy
- Orivesi, Finlandia